# Вестфирдир
Ве́стфирдир (исл. Vestfirðir; в пер. Западные фьорды) — полуостров и регион в Исландии.

## География
Регион Вестфирдир является одним из 8 регионов Исландии и расположен в северо-западной части страны. Географически регион охватывает полуостров Вестфирдир. Побережье последнего испещрено многочисленными фьордами настолько, что на долю Вестфирдира приходится около 30 % от всей береговой линии Исландии. На западе и юго-западе полуостров омывается водами Атлантического океана, на северо-востоке Гренландским морем. Площадь региона составляет 9409 км². На востоке от региона Вестфирдир находится регион Нордюрланд-Вестра, на юге — регион Вестюрланд. Административный центр региона — город Исафьордюр.

## Население
| Год  | Население | Процент от общего населения Исландии |
| ---- | --------- | ------------------------------------ |
| 1920 | 13 443    | 14,24 %                              |
| 1930 | 13 133    | 12,09 %                              |
| 1940 | 13 130    | 10,80 %                              |
| 1950 | 11 300    | 7,83 %                               |
| 1960 | 10 507    | 5,86 %                               |
| 1970 | 10 050    | 4,91 %                               |
| 1980 | 10 479    | 4,53 %                               |
| 1990 | 9 798     | 3,80 %                               |
| 2000 | 8 150     | 2,86 %                               |
| 2010 | 7 362     | 2,32 %                               |

Население региона Вестфирдир на протяжении XX—XXI столетий постоянно сокращается. В 1900 году его население составляло 16 % от общего числа жителей Исландии. В 1920 году здесь проживало 13 443 человека (14,24 %), а в 2007 — лишь 7309 человек (2,32 %). Плотность населения на 2007 год равна 0,784 чел./км².
Причиной для столь сложной демографической ситуации в регионе называют тяжёлое положение в традиционных секторах экономики Вестфирдира — аграрном и рыболовецком, а также удалённость полуострова от столицы и слабо развитой транспортной инфраструктурой. В последнее время всё большее значение в экономике региона имеет приём и обслуживание туристов.
|  |  |  |  |

## Административное деление
В административном отношении Вестфирдир состоит из 4 округов (сисла) и 2 «свободных общин».
| Адм. единица           | Население, чел. (2006) | Площадь, км²     | Административный центр |                  |
| Свободная община       | Свободная община       | Свободная община | Свободная община       | Свободная община |
| ---------------------- | ---------------------- | ---------------- | ---------------------- | ---------------- |
| Болунгарвикюраурстадур | 905                    | 111,0            | Болунгарвик            |                  |
| Исафьярдарбайр         | 4098                   | 2397,3           | Исафьордюр             |                  |
| Сисла                  |                        |                  |                        |                  |
| Эйстюр-Бардарстрандар  | 251                    | 1103,3           | Патрексфьордюр         |                  |
| Вестюр-Бардарстрандар  | 1229                   | 1514,1           | Патрексфьордюр         |                  |
| Нордюр-Исафьярдар      | 229                    | 760,8            | Исафьордюр             |                  |
| Странда                | 758                    | 3522,5           | Хоульмавик             |                  |
| Всего                  | 7470                   | 9409             |                        |                  |

## Персоналии
- Хагалин, Гудмундур Гисласон (1898—1985) — исландский писатель.